# 流便

流便支派的象征

流便（希伯來語：‎，較新的中文譯本作呂便，新譯本作流本，天主教譯作勒烏本），是以色列人的祖先雅各（又名以色列）的長子，流便曾與父親的愛妾辟拉通姦，故其長子權利被轉移到約瑟。即約瑟獲得長子的名分。

## 作爲
為拉班的長女利亞所生。流便的意思是“有一個兒子”。利亞為長子取名“流便”，是因為雅各較寵愛他的第二位妻子拉結，但利亞首先為雅各生了兒子，便想藉此博得雅各歡心。
流便比起雅各其他年紀較長的兒子，更顯得有智慧和感情。其他兄長計劃把弟弟約瑟殺了，但流便勸阻他們留弟弟在陷阱坑中，因此約瑟得以存活，轉而被猶大帶領其他弟兄賣到埃及。流便後因坑中不見了弟弟而撕裂衣服。
後來他們往埃及買糧遭遇困難，流便指出是他們害約瑟的報應。
之後流便向父親雅各提出，以流便兩個兒子作人質，以保雅各的么子便雅憫安全，並儘快解決饑荒缺糧困境，雅各不許。

## 失敗
作為雅各的長子，流便理應成為眾兄弟的首領，並為眾人的集體行動而負責，但他卻不能做到。君王從猶大支派而出。
流便曾與他父親雅各的妾辟拉通姦，在雅各臨終時，雅各聚集他的眾子，並預言它們日後的發展，而關於流便的話是：「……流便哪，你是我的長子，是我力量強壯的時候生的，本當大有尊榮，權力超眾，但你放縱情慾，滾沸如水，必不得居首位；因為你上了父親的床，污穢了我的榻。」

## 支派
其後，在以色列人離開埃及之後，摩西給流便支派的祝福是：“願流便存活，不至死亡；願他人數不至稀少。”

## 中文譯名
二十世紀八十年代，聯合聖經公會譯者認爲「流便」這個譯名「不雅」（錯把便字解成大小便），於是在1988年出版的《新標點和合本》中，將流便改為「呂便」，並且是唯一因此被改的譯名。不過，「流便」非但無不雅含義，反為古雅詞語（流字解作流暢，便字解作便捷），並收入於《佩文韻府》中。
而且，聖經眾多中譯名之中，流便也是最早確定的一個。新教的最初兩部中文聖經，即馬殊曼譯本，及馬禮遜與米憐譯本《神天聖書》，已用流便為譯名。其後的中文譯本，如委辦譯本、舊新遺詔聖書、施約瑟淺文理譯本、裨治文與克陛存合譯本，以至和合本原版，都一直沿用。與之相比，聖經有些中譯名，需經反覆修改才確定（如大衛在馬殊曼譯本作「大五得」，舊新遺詔聖書作「大辟」，委辦譯本作「大闢」），故此可知當時譯者，都滿意流便一譯。